# 江西省广丰中学
江西省广丰中学是中华人民共和国江西省的一所全日制公办高级中学，位于该省上饶市广丰区。

## 校史
广丰中学于民国三十一年（1942年）五月创立，当时名为广丰县立初级中学，由刘甘澍出任校长，起初在下坊的刘氏宗祠办学，后于1943年秋季迁到县文庙办学。1950年以后，学校相继与私立三岩中学、私立培英中学合并，并于1953年6月更名为江西省广丰中学:285。1978年，该校被江西省教育厅列为江西省重点中学:243，2007年2月，广丰实验学校与广丰二中并入广丰中学。

## 知名校友
1. ↑  广丰县县志编纂委员会. . 1989  [2024-06-19]. OCLC 22820249.[]
2. ↑  舒圣佑主修; 张伊总 纂; 黄定元; 张希仁. . 北京市: 方志出版社. ISBN 9787801221254.
3. ↑  . 广丰区教育局. 2024-04-30  [2024-06-19]. （原始内容存档于2024-06-19）.